# رایان (کالیفرنیا)
رایان (به انگلیسی: Ryan) یک منطقهٔ مسکونی در ایالات متحده آمریکا است که در شهرستان اینیو، کالیفرنیا واقع شده‌است. رایان ۹۲۸ متر بالاتر از سطح دریا قرار دارد.